# Jaynagar Majilpur
Jaynagar Majilpur é uma cidade e um município no distrito de South 24 Parganas, no estado indiano de Bengala Ocidental.

## Demografia
Segundo o censo de 2001, Jaynagar Majilpur tinha uma população de 23 319 habitantes. Os indivíduos do sexo masculino constituem 52% da população e os do sexo feminino 48%. Jaynagar Majilpur tem uma taxa de literacia de 76%, superior à média nacional de 59,5%: a literacia no sexo masculino é de 82% e no sexo feminino é de 71%. Em Jaynagar Majilpur, 10% da população está abaixo dos 6 anos de idade.